# 比格斯 (加利福尼亚州)
比格斯（英語：Biggs），是美国加利福尼亚州比尤特县下属的一座城市。建市于1903年6月26日，面积大约为0.64平方英里（1.7平方公里）。根据2010年美国人口普查，该市有人口1,707人。